# 成家班
成家班（英語：Jackie Chan Stunt Team）是以成龙为核心的一个电影拍摄动作团队，成立于1976年，1992年宣布解散；随后又重组成新的成家班，被叫做“重组的成家班”。

## 历史
1976年，成龙和部分香港艺人组建了成家班。
1980年代初期，成家班和洪家班合作拍摄了《A计划》、《奇谋妙计五福星》、《快餐车》、《福星高照》、《夏日福星》、《龙的心》6部电影，随后宣布分手。而后成家班和洪家班在香港电影界为争夺香港电影金像奖斗了10多年，成家班拿了7次奖，洪家班拿了2次奖。
1990年，成家班在西班牙拍摄《飞鹰计划》时宣布成家班解散，随后重组了新的成家班。

## 成员

### 第一代
- 卢惠光[2]
- 张华[2]
- 太保，原名张嘉年[2]
- 火星，原名蒋荣发，又名蔣榮法[2]
- 冯克安，2016年3月2日逝世。[2]
- 薛春炜，香港动作导演，2011年7月18日病逝。[3]
- 李忠志[2]
- 黄明升[2]
- 陈文清[2]
- 麦伟章[2]
- 陈克安[2]
- 林国斌[2]
- 易天雄[2]
- 王耀[2]
- 彭剛[2]

### 第二代
- 赖胜光[1]
- 黎强權[1]
- 張耀華[1]
- 杨升，2021年7月28日逝世[4]

### 第三代
- 贾仕峰[1]
- 姜国华[1]
- 郑志豪[1]
- 李建生[1]
- 黎强根[1]
- 楊升[1]
- 李俊杰[1]
- 童川[1]

### 第四代
- 何钧[1]
- 布拉德利·詹姆斯·艾伦，2021年8月7日逝世[4]

### 新一代(重組的成家班)
- 吳永倫[2]
- 洪承寬[2]

## 奖项

### 香港电影金像奖
| 年份   | 作品         | 頒獎典禮             | 奖项         | 結果 |
| ------ | ------------ | -------------------- | ------------ | ---- |
| 1985年 | 快餐車       | 第4届香港电影金像奖  | 最佳动作设计 | 提名 |
| 1985年 | A計劃        | 第4届香港电影金像奖  | 最佳动作设计 | 獲獎 |
| 1986年 | 警察故事     | 第5届香港电影金像奖  | 最佳动作设计 | 獲獎 |
| 1988年 | A計劃續集    | 第7届香港电影金像奖  | 最佳动作设计 | 獲獎 |
| 1988年 | 龙兄虎弟     | 第7届香港电影金像奖  | 最佳动作设计 | 提名 |
| 1989年 | 警察故事續集 | 第8届香港电影金像奖  | 最佳动作设计 | 獲獎 |
| 1990年 | 奇蹟         | 第9届香港电影金像奖  | 最佳动作设计 | 獲獎 |
| 1995年 | 醉拳II       | 第14届香港电影金像奖 | 最佳动作设计 | 獲獎 |
| 2000年 | 玻璃樽       | 第19届香港电影金像奖 | 最佳动作设计 | 提名 |
| 2002年 | 特務迷城     | 第21届香港电影金像奖 | 最佳动作设计 | 獲獎 |

### 金马奖
| 年份   | 作品       | 頒獎典禮     | 奖项         | 結果 |
| ------ | ---------- | ------------ | ------------ | ---- |
| 1994年 | 醉拳II     | 第31届金马奖 | 最佳动作设计 | 獲獎 |
| 1995年 | 霹靂火     | 第32届金马奖 | 最佳动作设计 | 獲獎 |
| 1997年 | 一个好人   | 第34届金马奖 | 最佳动作设计 | 獲獎 |
| 1998年 | 我是谁     | 第35届金马奖 | 最佳动作设计 | 獲獎 |
| 2004年 | 新警察故事 | 第41届金马奖 | 最佳动作设计 | 獲獎 |
| 2013年 | 十二生肖   | 第50届金马奖 | 最佳动作设计 | 獲獎 |